# Делчев, Александр
Александр Петков Делчев (болг. Александър Петков Делчев; род. 15 июля 1971, София) — болгарский шахматист, гроссмейстер (1998). Старший тренер ФИДЕ (2016).

## Шахматная карьера
Многократный чемпион Болгарии (1994, 1996, 2001 и 2019).
Участник 2-х чемпионатов Европы среди юниоров (1988/89 и 1990/91), 30-го чемпионата мира среди юниоров (1991) в Мамае, 2-х личных чемпионатов Европы (2001—2002).
Выступления в составе сборной Болгарии:
- 2 Балканиады среди юношей (1988—1989). А. Делчев оба раза выступал на 1-й доске. В 1988 команда Болгарии заняла 3-е место, а в 1989 стала победителем. А. Делчев также завоевал 2 медали в индивидуальном зачёте — бронзовую (1988) и золотую (1989).
- 2 Балканиады среди мужчин (1992 и 1994). В 1992 команда Болгарии заняла 2-е место, а А. Делчев также завоевал бронзовую медаль в индивидуальном зачёте (играл на 2-й доске); в 1994 сборная Болгарии стала победителем.
- 8 Шахматных олимпиад (1994, 2000—2012). На Олимпиаде 2008 года завоевал серебряную медаль в индивидуальном зачёте (играл на 4-й доске);
- 6 командных чемпионатов Европы (1999—2003, 2007—2011). На чемпионате 2007 года завоевал бронзовую медаль в индивидуальном зачёте (играл на 4-й доске).

В составе различных команд участник следующих клубных соревнований:
- 4 Кубка европейских клубов (2006, 2010—2011, 2015);
- 43-й командный чемпионат Греции. А. Делчев играл на 1-й доске в составе клуба «Kavalas» и завоевал серебряную медаль в командном зачёте;
- 8 командных чемпионатов Испании (2006—2007, 2010—2015) в составе клуба «Solvay Torrelavega». А. Делчев завоевал 6 медалей: 3 командные — золотую (2015)[1] и 2 серебряные (2012—2013), а также 3 медали в индивидуальном зачёте — 2 золотые (2012—2013, оба раза на 4-й доске) и серебряную (2015, на 4-й доске).

По состоянию на апрель 2024 года занимал 6-ю позицию в рейтинг-листе активных болгарских шахматистов и 7-е место среди всех шахматистов Болгарии.

## Изменения рейтинга
| Графики недоступны из-за технических проблем. См. информацию на Фабрикаторе и на mediawiki.org. |